# Okan Yılmaz
Okan Yılmaz (ur. 16 maja 1978 w Bursie) – turecki piłkarz występujący na pozycji napastnika. Zawodnik bez klubu.

## Kariera klubowa
Yılmaz seniorską karierę rozpoczynał w 1996 roku w İnegölsporze z 2. Lig. W 1997 roku spadł z nim do 3. Lig. Na początku 1998 roku trafił do Bursasporu z Süper Lig. W tych rozgrywkach zadebiutował 6 marca 1998 roku w wygranym 2:1 pojedynku z Kocaelisporem. 13 września 1998 roku w zremisowanym 3:3 spotkaniu z Beşiktaşem JK strzelił pierwszego gola w Süper Lig. W 2001 roku z 23 bramkami na koncie, a w 2003 roku z 24 został królem strzelców tych rozgrywek. W 2004 roku spadł z zespołem do 1. Lig. W 2005 roku został królem strzelców tych rozgrywek.
W tym samym roku Yılmaz przeszedł do pierwszoligowego Malatyasporu. Pierwszy ligowy mecz zaliczył tam 6 sierpnia 2005 roku przeciwko Sivassporowi (1:1). W Malatyasporze spędził pół roku. W styczniu 2006 roku odszedł do Konyasporu, także grającego w Süper Lig. Zadebiutował tam 5 lutego 2006 roku w wygranym 2:0 spotkaniu z Erciyessporem. W Konyasporze występował również przez pół roku.
W 2006 roku Yılmaz podpisał kontrakt z Sakaryasporem, także grającym Süper Lig. Na początku 2007 roku odszedł do Diyarbakırsporu z 1. Lig. W 2008 roku został graczem Ordusporu, również występującego w 1. Lig. Latem tego samego roku przeszedł do greckiego Panthrakikosu. W Superleague Ellada zadebiutował 20 września 2008 roku w przegranym 0:1 meczu z PAOK-iem Saloniki. Graczem Panthrakikosu był przez pół roku.
Następnie w styczniu 2009 roku wrócił do Turcji, gdzie grał dla Vansporu (2. Lig), Tepeciksporu (2. Lig) i Alanyasporu, także występującego w 2. Lig. Od 2010 roku pozostaje bez klubu.

## Kariera reprezentacyjna
W reprezentacji Turcji Yılmaz zadebiutował 11 czerwca 2003 roku w wygranym 3:2 meczu eliminacji Mistrzostw Europy 2004 z Macedonią. W tym samym roku został powołany do kadry na Puchar Konfederacji. Zagrał na nim w pojedynkach ze Stanami Zjednoczonymi (2:1), Kamerunem (0:1), Brazylią (2:2), Francją (2:3) i Kolumbią (2:1). W meczu ze Stanami Zjednoczonymi strzelił pierwszego gola w kadrze narodowej. W pojedynkach z Brazylią i Kolumbią także zdobył po jednym golu. Tamten turniej Turcja zakończyła na 3. miejscu.
W drużynie narodowej Yılmaz rozegrał w sumie 8 spotkań i zdobył 5 bramek, wszystkie w 2003 roku. Wcześniej grał też w kadrze Turcji U-21.